# Terra sigillata

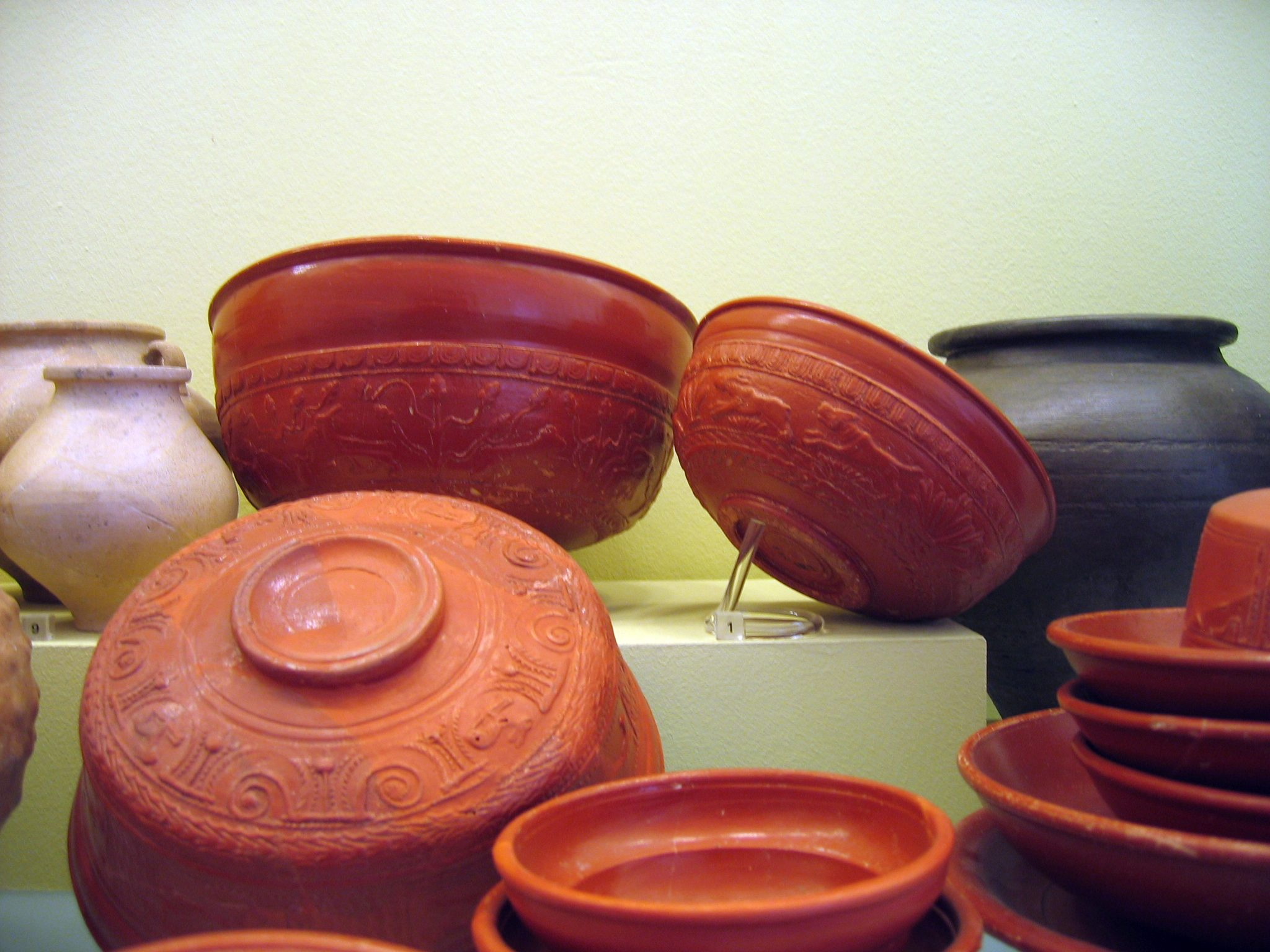
Recipientes de terra sigillata.

Terra sigillata (abreviado en algunos contextos como TS) es una expresión latina que significa «tierra (o cerámica) sellada» o que ha recibido estampilla o sello, referida a un característico tipo de cerámica romana de color rojo brillante. Es similar a la temprana cerámica aretina, siendo ambos tipos emulaciones de originales metálicos más caros, por lo que muestran características esqueomorfas (piezas que en cerámica reproducen formas concebidas en otro material). La cronología de estas producciones abarca desde el siglo I a. C. hasta mediados del siglo III aproximadamente. Normalmente tiende a dividirse en tres tipos de producciones, por zonas de procedencia y claramente diferenciables: TS itálica, sudgálica e hispánica. Un cuarto tipo podrían ser las producciones denominadas TS africana, con una cronología posterior e imitando a estas producciones anteriores.
Es citada como vajilla distinguida por Plinio:

Esta industria no era exclusiva de Samos, sino que son igualmente renombradas las de Grecia, en Asia Menor, en Italia y en Hispania. Plinio el Viejo, Naturalis Historia, XXX 12

## Terra sigillataitálica
Bajo la denominación de terra sigillata itálica se engloba toda una serie de producciones de barniz rojo de carácter antiadherente.
Se desarrolla a partir de la segunda mitad del s. I a. C. perdurando hasta la segunda mitad del s. I d. C. El origen de esta tipología se sitúa en Arezzo, Toscana, donde se ubicaba el más importante centro de producción en época augustea. Se conoce como sigillata porque las piezas van marcadas con sellos (sigilla) del alfarero o del lugar de producción o alfar. Se realizan en serie, se abaratan los costes y se da una comercialización masiva.
Se distinguen 3 fases:
- La fase Prearetina es en la que se pasa del engobe negro al engobe rojo y se produce hacia mediados del s. I a. C. seguramente en Arezzo. Este tipo de producción dura unos 20 años. Las pastas son claras, de gama ocre o naranja, de textura fina y barniz de tonos anaranjados. Los vasos son lisos y copian las formas de las campanienses.
- El periodo de apogeo se da en el último cuarto del s. I a. C., esta fase se prolonga durante todo el reinado de Augusto. Se da un dominio total y definitivo de la técnica. Pastas de color rosa salmón, finas y bien depuradas, barnices de gama ocre brillantes. Renovación del repertorio liso al lado del cual aparece ahora una producción decorada con motivos en relieve obtenidos por medio de moldes. Se asiste a la costumbre de colocar en el fondo de los vasos la firma, sea ya del alfarero o bien el propietario de la fábrica o el del centro de producción.
- La fase tardía comienza con el reinado de Tiberio. Las formas existentes se transforman y aparecen nuevas. Se dan los relieves aplicados sobre formas lisas, primero muy sencillos y posteriormente más complejos. La producción alcanza al más alto nivel de calidad conseguido por las fábricas aretinas. Presenta una pasta más fina y dura de color sensiblemente más oscuro y barniz de gama ocre o tierra siena, brillante y homogéneo. A partir del año 15 d. C. se produce el declive de los talleres de Arezzo, la actividad cesa en la segunda mitad del s. I d. C., en torno a los años 60/70.

## Terra sigillatagálica

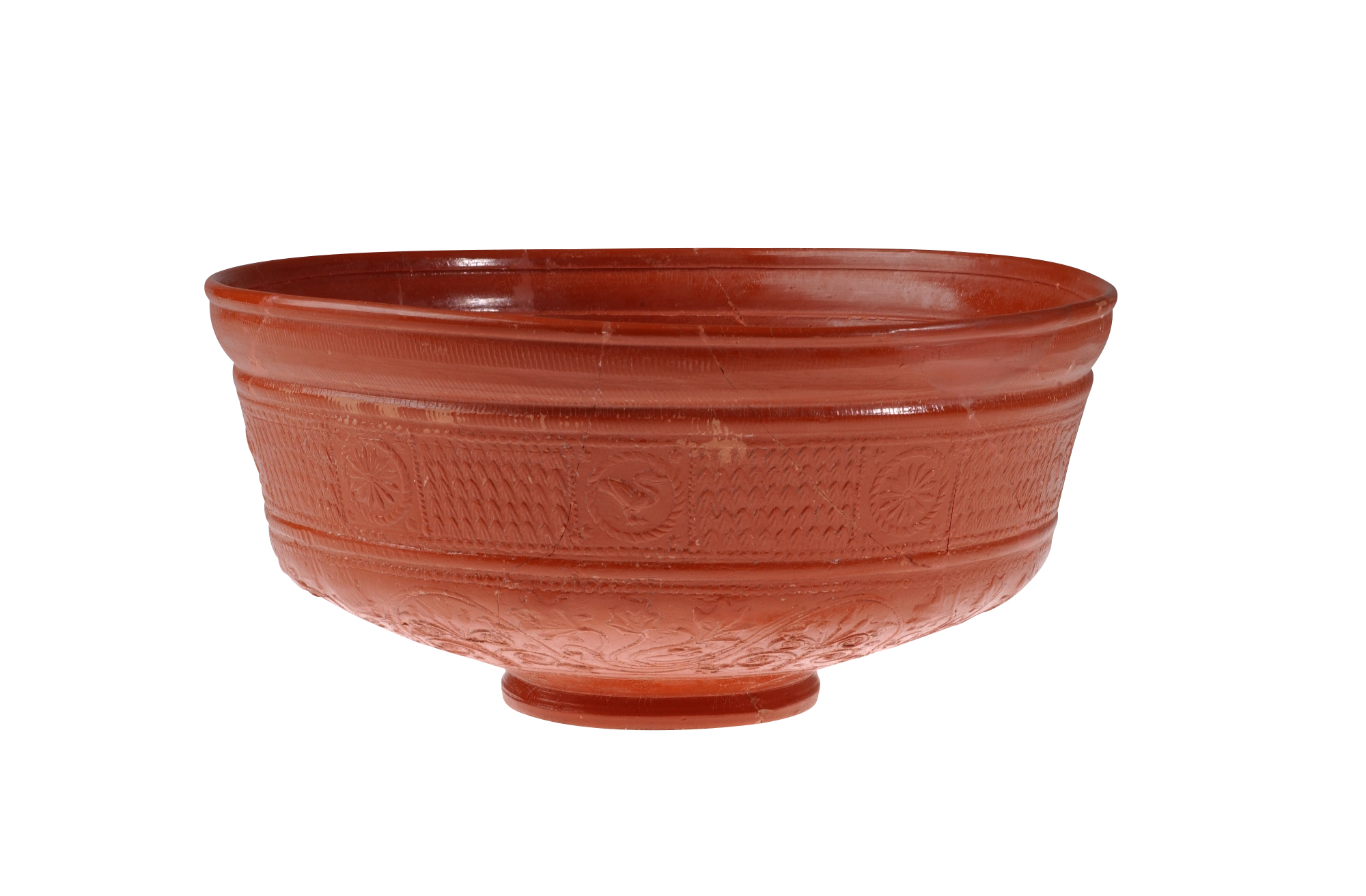
Fuente en terra sigillata con motivos de flores y plantas en relieve, La Gaufresenque, 50-85 A.D., encontrado en Tongeren (Bélgica)) Museo Galorromano, Tongeren (B).

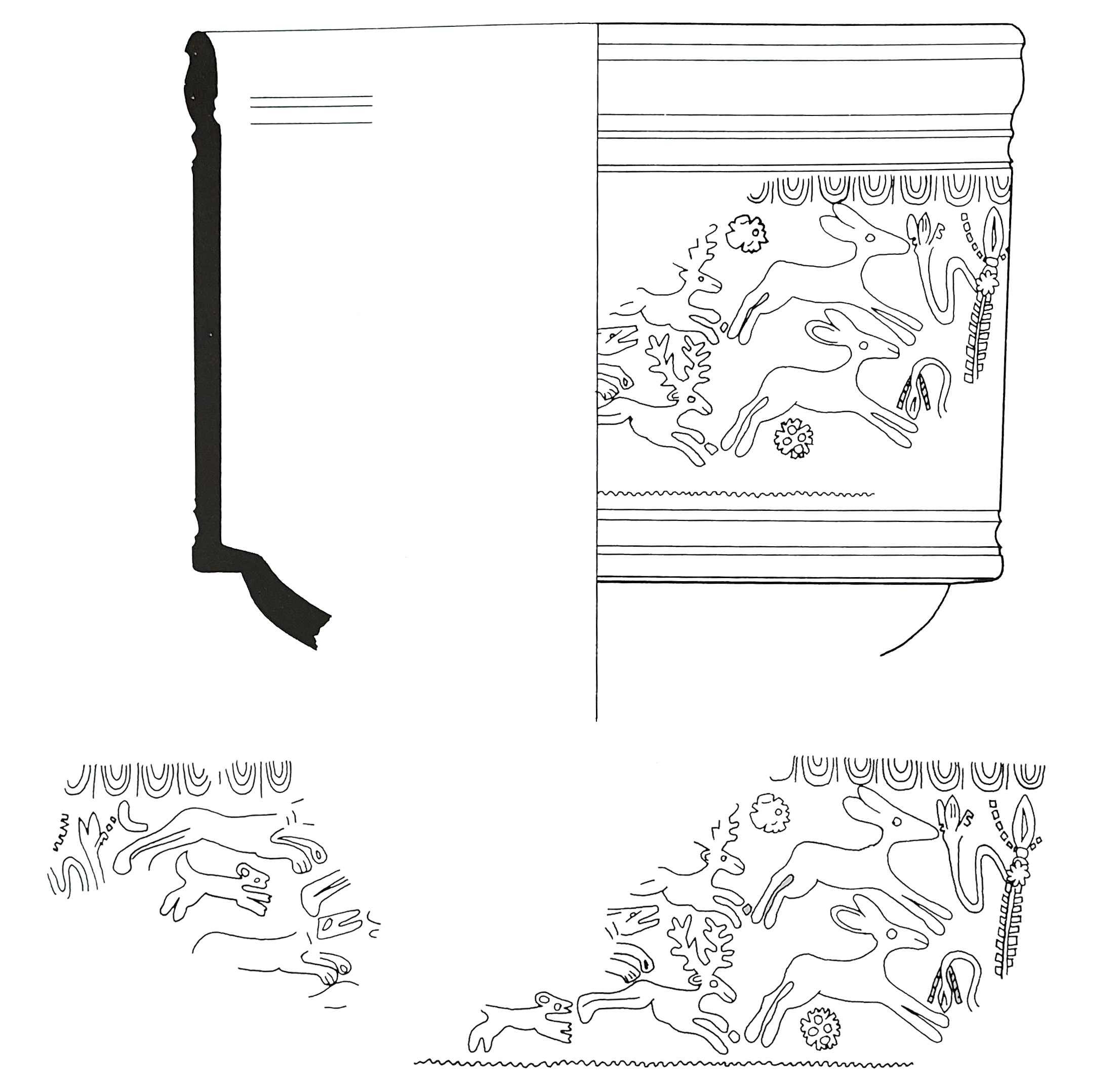
Vaso Drag. 30. Taerra sigillata Gálica. área del anfiteatro romano de Carthago Nova

Los talleres gálicos del sur comenzaron a producir entre los años 20 y 40, ocupando masivamente todos los mercados provinciales y compitiendo con la terra sigillata itálica. Los centros de La Graufesenque, Montans y Banasac, son los primeros, dominando la pasta y el barniz rojo oscuro.
Se distinguen varias fases decorativas:
- Ensayo (10-20 d. C.) : adornos geométricos y vegetales.
- Primitiva (20-40 d. C.): adornos vegetales.
- Esplendor (40-60 d. C.): mayor variedad y sofisticación.
- Transición (60-80 d. C.): muy cargada de adornos.
- Decadencia (80-120 d. C.): decoración erótica y vegetal.
- Tardío (120-180 d. C.): geométrica.

## Terra sigillatahispánica

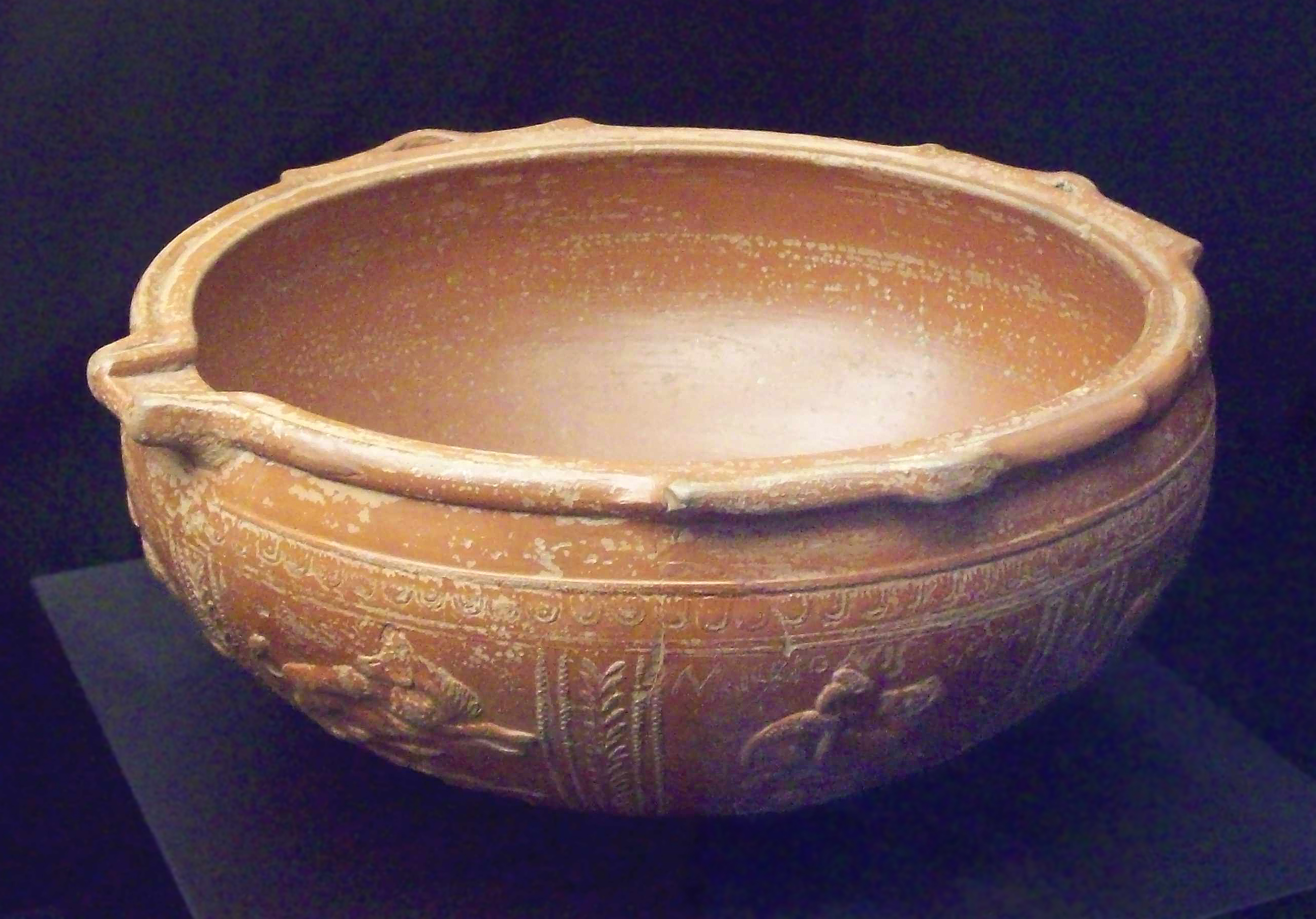
Cuenco de TS Hispánica hallado en Cástulo (siglo I d.C., M.A.N., Madrid).

Son las producciones realizadas en Hispania bajo la influencia de las sigillatas itálicas y gálicas. Los talleres del Ebro y en concreto del valle del Najerilla en La Rioja, adquieren una gran importancia, por la cantidad y calidad de sus productos, si bien existieron talleres en otros puntos de la Península, algunos tan importantes como los del centro de producción de Andújar, cuyas cerámicas compitieron con las riojanas en toda la Bética y aún más allá. Su época de aparición se sitúa en el segundo cuarto del siglo I d. C.

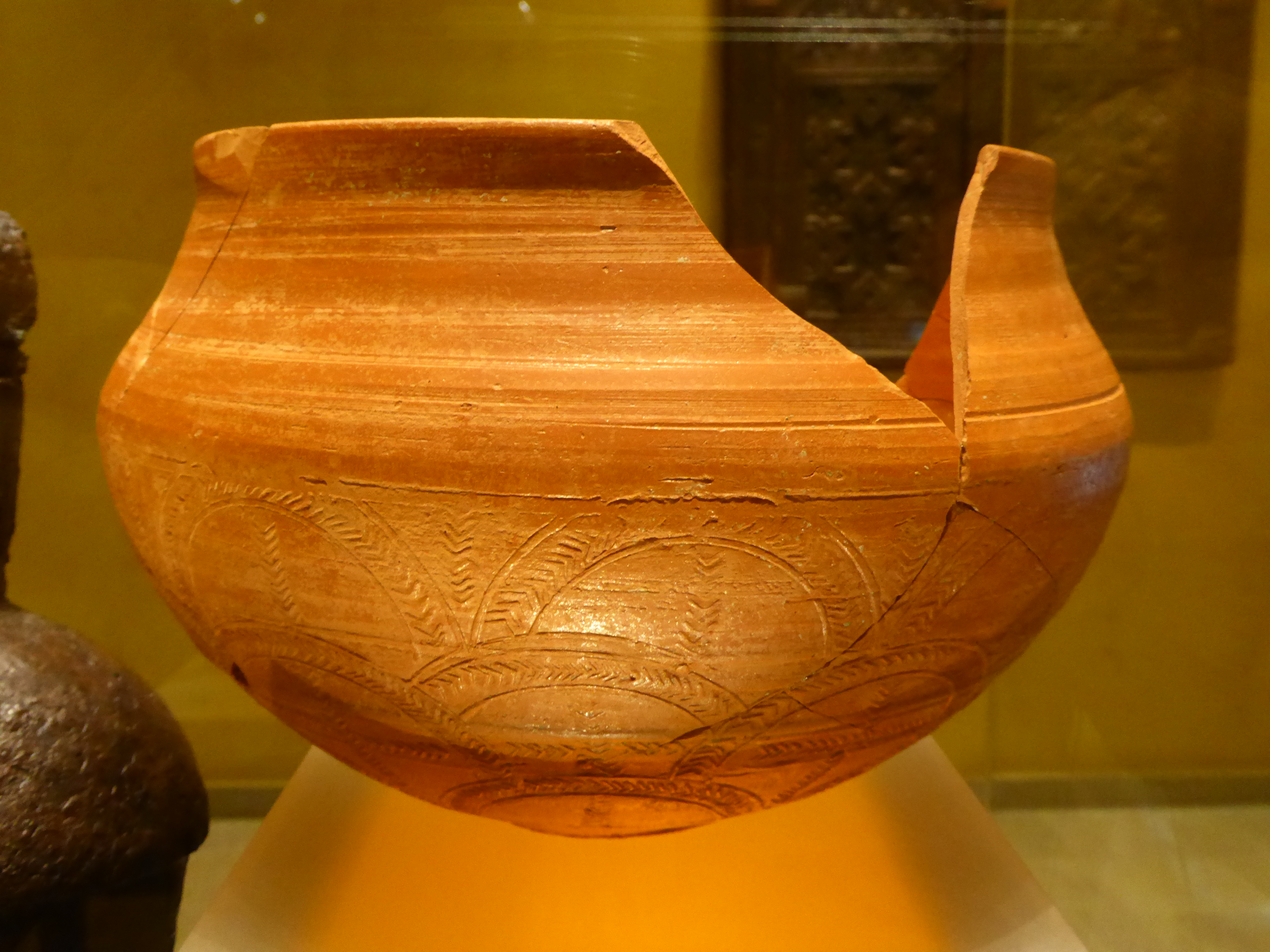
Pieza de terra sigillata conservada en el Museo del Teatro romano de Caesaraugusta.

La terra sigillata hispánica tardía es, a partir de finales del siglo III o comienzos del IV hasta por lo menos la quinta centuria, un tipo cerámico que se encuentra abundantemente en los yacimientos bajoimperiales, siendo las grandes proporciones en las que aparece y la variedad entre ellas, indicativa de la existencia de una gran diversidad de talleres productores, y si bien los alfares riojanos parecen seguir teniendo una relevancia considerable en este periodo, se detecta la presencia de un importante núcleo de talleres en el valle del Duero. A pesar de poseer una marcada personalidad propia, en especial las formas decoradas a molde, es apreciable en ellas la influencia de las sigillatas claras o africanas, en especial de la Africana D y de las gálicas tardías.

## Terra sigillataafricana
Se produjo en el África proconsular y Mauritania desde el siglo I hasta el siglo VII. En una primera fase, terra sigillata africana tipo A, solamente se usaba para el comercio local, no siendo hasta la época flavia cuando comenzó su comercialización a gran escala. Las formas más antiguas imitan a las TS hispánicas y sudgálicas.